# Francisella tularensis
Francisella tularensis är en gram-negativ kockobacill som är väldigt liten till storleken (0,2 µm X  0,2-0,7 µm). Bakterien återfinns i tempererade regioner av norra halvklotet, antingen i vatten eller som en intracellulär parasit hos djur.  Fyra närbesläktade underarter av F. tularensis har hittats: tularensis, holarctica, mediasiatica samt novicida. Underarterna tularensis, holarctica samt mediasiatica är mer närbesläktade, men novicida räknas i många sammanhang också in som en underart till F. tularensis. Underarten tularensis, även kallad typ A, samt underarten holarctica, även kallad typ B, ger upphov till de flesta sjukdomarna hos människan orsakad av F. tularensis. Underarten novicida är den äldsta, och underarten holarctica är den yngsta evolutionärt sett. F. tularensis är en av de mest virulenta bakterierna, eftersom det endast krävs 10 bakterier för  att infektion ska uppstå.

## Förekomst
Underarten holarctica (typ B) är den mest geografiskt spridda underarten och har isolerats i Europa, Asien och Nordamerika, och underarten tularensis (typ A) har hittats i Nordamerika. Underarten mediasiatica har identifierats i begränsade omfattningar i Centralasien, och underarten novicida har hittats i ett antal områden i Nordamerika samt även i Australien.
F. tularensis har isolerats från över 250 djurarter, vilket inkluderar arter av fisk, fåglar, amfibier, kaniner, ekorrar, harar, sorkar, fästingar och flugor. Det är främst via bett från leddjur som fästingar, hjort- och hästflugor samt myggor som F. tularensis sprids till människor i vissa delar av Europa. F. Tularensis ger upphov till sjukdomen tularemi, men eftersom det är vanligt att bakterien isoleras hos harar benämns sjukdomen ofta som harpest i Sverige. F. tularensis kan finnas i fästingars saliv och avföring, så därför kan en snabb fästingborttagning minska infektionsrisken

## Studier och isolation
Det är vanligast att studier av F. tularensis görs på möss, vilket medför vissa begränsningar när det gäller att dra slutsatser om hur bakterien påverkar människor. Hos möss har både underarten tularensis och holarctica hög virulens, medan hos människor har underarten tularensis hög virulens och underarten holarctica lägre virulens. LVS  (live vaccin strain) är en stam som tagits fram, och den har vanligtvis använts som en forskningsmodell eftersom den har lägre virulens och därmed kan studier göras utanför högt kontrollerade laboratorier.
Eftersom F. tularensis har hög virulens isoleras bakterien vanligtvis i laboratorium som hanterar klass- tre patogener. Vävnad eller blod som misstänks vara infekterat ympas på agarplattor bestående av blod från häst eller kanin. Agarplattorna inkuberas därefter i en temperatur av 37°C och gråa kolonier uppstår efter tre till fyra dagar. En annan metod som är mer tillförlitlig är att ympa provet av vävnaden eller blodet i en mus. Musen blir svårt sjuk om provet innehåller bakterien F. tularensis och bakterien kan sedan isoleras från dess lever eller mjälte.

## Patogenes
Makrofager tros spela stor roll när det gäller infektion hos däggdjur, och patogenesen orsakad av F. tularensis beror på förmågan hos bakterien att överleva och replikera i dess värdceller. F. tularensis uppehåller sig i makrofagens fagosom, och förhindrar surgörningen av fagosomen. F. tularensis har en  lipidkapsel som bekämpar fagocytos, men även om bakterien fagocyteras kan den överleva fusion med lysosomen. Fagosomen är oftast omsluten av ett tjockt fibrillhölje, och ju längre infektionsförloppet löper upplöses fagosomens membran och bakterien replikerar sedan fritt i cytoplasman av makrofagen.

## Virulensfaktorer
Det är relativt få virulensfaktorer som är kända hos F. tularensis. Den högt virulenta underarten tularensis, även kallad typ A, samt den mindre virulenta underarten holarctica, även kallad typ B är två subarter som är virulenta hos människor.
FPI (Francisella pathogenicity Island) är ett lokus som är identifierat i F. tularensis genom, och gener som kodas av FPI assosieras med funktioner som inkluderar intracellulär tillväxt samt fagosomal flykt. FPI och dess protein IglC samt regulatorprotein MglA är därför väsentlig för sjukdomsutveckling i mänskliga makrofager när det gäller att undvika fusion med lysosomer.
Ett annat protein som identifierats i yttermembranet på F. tularensis är DsbA (disulfid oxidoreduktas), som visat sig bidra till bakteriens virulens. Dessutom har det visat sig att en dsbA mutant har en förmåga att inducera skydd mot Francisella- infektioner och därmed är detta en kandidat för utveckling av en ny levande vaccinstam. Även det regulatoriska proteinet Hfq spelar en roll i regleringen av gener som associeras med virulens hos F. tularensis.

## Genetik
Det är generellt mer än 95-98 % identisk likhet  i genomen mellan de fyra identifierade subarterna av F. tularensis, med ett genomsnitt på 1730 gener, och ett genomsnitt på 1574 proteinkodande gener. F. tularensis har ett relativt litet genom, med tanke på den breda variationen av ekologiska nischer och den breda omfattning värdar som bakterien är anpassad till.

## Symtom tularemi
Symtom på tularemi, som orsakas av F. tularensis, är plötslig feber, frossa, huvudvärk, diarre, muskel- och ledvärk samt svaghet och utmattning. Infektion via inandning kan också ge upphov till bröstsmärtor, upphostning av blod, och andningssvårigheter. Har man fått infektionen via ett fästingbett kommer det inom fem dagar att bildas ett sår med en hudrodnad runt såret och det kommer att bildas en svullen och öm lymknut i närheten av infektionsområdet. Inkubationstiden är vanligtvis tre till fem dagar, men kan vara upp till två veckor.

### Behandling tularemi
F. tularensis producerar β- laktamas, vilket gör att penicillin och cefalosporiner är ineffektiva, men annan antibiotika som streptomycin och tetracyklin har använts framgångsrikt. För personer i riskzonen för att infekteras av F. tularensis finns ett levande, attenuerat (försvagat) vaccin. Eftersom vaccinet är levande så skall det inte ges till personer med svagt immunförsvar eller gravida.